# 3e œil productions
Troisième Œil Productions est une société française de production audiovisuelle créée en 2001 par Pierre-Antoine Capton.

## Présentation
En septembre 2015, Troisième Œil Productions se place au sixième rang des producteurs audiovisuels en France, le premier parmi les indépendants avec plus de 500 heures de programmes par an. Parmi ses émissions, C à vous dont les audiences progressent chaque année.
La société 3e Œil Productions travaille pour les chaînes de télévision et plateformes, produisant divers types de formats : des émissions de plateaux, des magazines, des films institutionnels, des émissions de flux, des documentaires et séries documentaires. 
La société passe sous le contrôle du groupe Mediawan en 2020. 
En mars 2022, Bruno Gaston est nommé directeur général de la société (également directeur général de Maximal Productions depuis 2016). Il est remplacé, en octobre 2024, par un trio composé de Mohamed Bouhafsi, Philippe Levasseur et Mathilde Jarry.

### Structures du groupe
Troisième Oeil Productions constitue un label de Mediawan Prod, présidé par Justine Planchon. 
Le groupe 3e Œil Productions se compose également de Troisième Oeil Story, dirigée par Sébastien Charbit.